# QR-алгоритм
QR-алгоритм — це чисельний метод у лінійній алгебрі, призначений для розв'язування повної задачі власних значень, тобто відшукання всіх власних значень і власних векторів матриці. Розробили в кінці 1950-х років незалежно В. М. Кублановська і Джон Френсіс.

## Алгоритм
Нехай A — дійсна матриця, для якої ми хочемо знайти власні числа і вектори. Поклавши A0=A. на k-му кроці (починаючи від k = 0) обчислимо QR-розклад Ak=QkRk, де Qk — ортогональна матриця (тобто QkT = Qk−1), а Rk — верхня трикутна матриця. Потім ми визначаємо Ak+1 = RkQk.
Зауважимо, що
{\displaystyle A_{k+1}=R_{k}Q_{k}=Q_{k}^{-1}Q_{k}R_{k}Q_{k}=Q_{k}^{-1}A_{k}Q_{k}=Q_{k}^{T}A_{k}Q_{k},}
тобто всі матриці Ak є подібними, тобто їхні власні значення рівні.
Нехай усі діагональні мінори матриці A не вироджені. Тоді послідовність матриць Ak при {\displaystyle k\to \infty ,} збігається за формою до клітинного правого трикутного вигляду, відповідного клітинам з однаковими за модулем власними значеннями.
Для того, щоб отримати власні вектори матриці, потрібно перемножити всі матриці Qk.
Алгоритм вважається обчислювально стійким, оскільки проводиться ортогональними перетвореннями подібності.

## Доказ для симетричної додатноозначеної матриці
Будемо вважати, що власні числа додатноозначеної матриці A впорядковано за спаданням:
{\displaystyle \lambda _{1}>\lambda _{2}>...>\lambda _{n}>0.}
Нехай
{\displaystyle \Lambda =\mathrm {diag} \left(\lambda _{1},...,\lambda _{n}\right),}
а S — матриця, складена зі власних векторів матриці A. Тоді, матрицю A можна записати у вигляді спектрального розкладу
{\displaystyle A=S\Lambda S^{T}.}
Знайдемо вираз для степенів початкової матриці через матриці Qk і Rk. З одного боку, за визначенням QR-алгоритму:
{\displaystyle A^{k}=A_{1}^{k}=\left(Q_{1}R_{1}\right)^{k}=Q_{1}\left(R_{1}Q_{1}\right)^{k-1}R_{1}=Q_{1}A_{2}^{k-1}R_{1}.}
Застосовуючи це співвідношення рекурсивно, отримаємо:
{\displaystyle A^{k}=Q_{1}\cdot ...\cdot Q_{k}\cdot R_{k}\cdot ...\cdot R_{1}}
Увівши такі позначення:
{\displaystyle S_{k}=Q_{1}\cdot ...\cdot Q_{k},}
{\displaystyle T_{k}=R_{k}\cdot ...\cdot R_{1},}
маємо
{\displaystyle A^{k}=S_{k}T_{k}.}
З іншого боку:
{\displaystyle A^{k}=S\Lambda ^{k}S^{T}.}
Прирівнявши праві частини останніх двох формул, отримаємо:
{\displaystyle S\Lambda ^{k}S^{T}=S_{k}T_{k}.}
Припустимо, що існує LU-розклад матриці ST:
{\displaystyle S^{T}=LU,}
тоді
{\displaystyle S\Lambda ^{k}LU=S_{k}T_{k}.}
Помножимо праворуч на обернену до U матрицю, а потім — на обернену до Λk:
{\displaystyle S\Lambda ^{k}L=S_{k}T_{k}U^{-1},}
{\displaystyle S\Lambda ^{k}L\Lambda ^{-k}=S_{k}T_{k}U^{-1}\Lambda ^{-k}.}
Можна показати, що
{\displaystyle \Lambda ^{k}L\Lambda ^{-k}\to \mathrm {diag} \left(l_{11},...,l_{nn}\right)=L^{\prime }.}
При {\displaystyle k\to \infty } без обмеження загальності можна вважати, що на діагоналі матриці L стоять одиниці, тому
{\displaystyle S_{k}T_{k}U^{-1}\Lambda ^{-k}\to S.}
Позначимо
{\displaystyle P_{k}=T_{k}U^{-1}\Lambda ^{-k},}
причому матриця Pk є верхньотрикутною, як добуток верхньотрикутних і діагональних матриць.
Таким чином, ми довели, що
{\displaystyle S_{k}P_{k}\to S}.
З єдиності QR-розкладу випливає, що якщо добуток ортогональної і трикутної матриці збігається до ортогональної матриці, то трикутна матриця збігається до одиничної матриці. Зі сказаного випливає, що
{\displaystyle S_{k}=Q_{1}\cdot ...\cdot Q_{k}\to S.}
Тобто матриці Sk збігаються до матриці власних векторів матриці A.
Оскільки
{\displaystyle A_{k+1}=Q_{k}^{T}A_{k}Q_{k}=...=\left(Q_{k}^{T}\cdot ...\cdot Q_{1}^{T}\right)A_{1}\left(Q_{1}\cdot ...\cdot Q_{k}\right)=\left(Q_{1}\cdot ...\cdot Q_{k}\right)^{T}A\left(Q_{1}\cdot ...\cdot Q_{k}\right),}
то
{\displaystyle A_{k+1}=S_{k}^{T}AS_{k}.}
Переходячи до границі, отримаємо:
{\displaystyle \lim _{k\to \infty }A_{k}=\lim _{k\to \infty }A_{k+1}=S^{T}AS=S^{T}S\Lambda S^{T}S=\Lambda .}
Отже, ми довели, що QR-алгоритм дозволяє розв'язати повну проблему власних значень для симетричної додатноозначеної матриці.

## Реалізація QR-алгоритму
За певних умов послідовність матриць {\displaystyle A_{k}} збігається до трикутної матриці, розкладу Шура матриці {\displaystyle A}. В цьому випадку власні числа трикутної матриці розташовуються на її діагоналі, і задача знаходження власних чисел вважається розв'язаною. У тестах на збіжність не практично вимагати точних нулів у нульовій частині матриці, але можна скористатися теоремою Гершгоріна про кола, що задає межі помилок.
У початковому стані матриці (без додаткових перетворень) вартість ітерацій відносно висока. Вартість алгоритму можна зменшити, спочатку звівши матрицю {\displaystyle A} до форми верхньої матриці Гессенберга (вартість отримання якої методом, заснованим на перетворенні Хаусхолдера, оцінюється як {\displaystyle {10 \over 3}n^{3}+O(n^{2})} арифметичних операцій), і потім скориставшись скінченною послідовністю ортогональних перетворень подібності. Цей алгоритм нагадує двобічну QR-декомпозицію. (У звичайній QR-декомпозиції матриця відображень Хаусхолдера множиться на початкову тільки зліва, тоді як у разі використання форми Хессенберга матриця відображень множиться на початкову і зліва, і справа.) Знаходження QR-декомпозиції верхньої матриці Хессенберга оцінюється як {\displaystyle 6n^{2}+O(n)} арифметичних операцій. Оскільки форма матриці Хессенберга майже верхньотрикутна (у ній тільки один піддіагональний елемент не дорівнює нулю), вдається зразу знизити число ітерацій необхідних для збігання QR-алгоритму.
У випадку, якщо початкова матриця симетрична, верхня матриця Хессенберга також симетрична і тому є тридіагональною. Цю ж властивість має вся послідовність матриць {\displaystyle A_{k}}. У цьому випадку вартість процедури оцінюється як {\displaystyle {4 \over 3}n^{3}+O(n^{2})} арифметичних операцій з використанням методу, заснованого на перетворенні Хаусхолдера. Знаходження QR-розкладу симетричної тридіагональної матриці оцінюється як {\displaystyle O(n)} операцій.
Швидкість збіжності залежить від ступеня розділення власних чисел, і в практичній реалізації в явному або неявному вигляді використовуються «зсуви» для посилення розділення власних чисел і для прискорення збіжності. У типовому вигляді для симетричних матриць QR-алгоритм точно знаходить одне власне число (зменшуючи розмірність матриці) за одну або дві ітерації, що робить цей підхід як ефективним, так і надійним.

## Реалізація QR-алгоритму в неявному вигляді
У сучасній обчислювальній практиці QR-алгоритм реалізують із використанням його неявної версії, що спрощує додавання множинних «зсувів». Початково матриця зводиться до форми верхньої матриці Хессенберга {\displaystyle A_{0}=QAQ^{T}}, так само як і в явній версії. Потім, на кожному кроці перша колонка {\displaystyle A_{k}} перетворюється через малорозмірне перетворення подоби Хаусхолдера до першої колонки {\displaystyle p(A_{k})} (або {\displaystyle p(A_{k})e_{1}}), де {\displaystyle p(A_{k})} — це поліном степеня {\displaystyle r}, який визначає стратегію «зсувів» (зазвичай {\displaystyle p(x)=(x-\lambda )(x-{\bar {\lambda }})}, де {\displaystyle \lambda } і {\displaystyle {\bar {\lambda }}} — це два власних числа залишкової підматриці {\displaystyle A_{k}} розміру 2х2, це так званий неявний подвійний зсув). Потім виконують послідовні перетворення Хаусхолдера розмірності {\displaystyle r+1} з метою повернути робочу матрицю {\displaystyle A_{k}} до форми верхньої матриці Хессенберга.